# Флорешти (Кајуци)
Флорешти (рум. Florești) насеље је у Румунији у округу Бакау у општини Кајуци. Oпштина се налази на надморској висини од 198 m.

## Становништво
Према подацима из 2011. године у насељу је живело 62 становника.